# Aja Raden
Aja Raden (Santa Bárbara, California, 4 de abril c. 1981) es una escritora, historiadora y diseñadora de joyas estadounidense. Después de haber publicado dos libros, se volvió más conocida tras su intervención, en el año 2022, en el documental titulado La mentira más brillante (originalmente Nothing lasts forever, en inglés, o Nada dura para siempre, en español).

## Biografía
Raden estudió Física e Historia Antigua en la Universidad de Chicago, además tiene formación en medicina. Asimismo, trabajó para dos empresas importantes del sector de la joyería, en House of Kahn de Chicago como responsable de subastas, y para Tacori de California en los diseños.

## Obra publicada

#### Stoned
En el año 2015, Raden escribió el libro Stoned, un reconocido ensayo sobre la historia social de la joyería y el deseo de poseer metales preciosos. La autora dice que la joyería es el objeto de deseo por excelencia y una lente perfecta a través de la cual ver la historia humana.

#### The truth about lies
Su libro del año 2021 La verdad sobre las mentiras, que la propia Raden apostilla como la ilusión de la honestidad y la evolución del engaño, relata historias de falsedades y estafas famosas. Según dice, muchas veces los engaños más convincentes empiezan con una pequeña verdad, o un poco de verdad.

## Documental
El documental del año 2022 titulado La mentira más brillante (Nothing lasts forever), del director Jason Kohn, explora la industria multimillonaria del mercado de gemas. El título en inglés juega a subvertir el generalizado eslogan de que un diamante es para siempre. El documental aporta distintos puntos de vista del negocio, con entrevistas a diferentes personalidades, siendo la intervención de Raden elogiada por los críticos.